# Rhynchostegium microthamnioides
Rhynchostegium microthamnioides är en bladmossart som beskrevs av C. Müller 1898. Rhynchostegium microthamnioides ingår i släktet näbbmossor, och familjen Brachytheciaceae. Inga underarter finns listade i Catalogue of Life.